# باراندا
باراندا (به اسپانیایی: Barranda) یک منطقهٔ مسکونی در اسپانیا است که در مورسیا واقع شده‌است. باراندا ۸۸۴ نفر جمعیت دارد.